# NGC 7635
NGC 7635 ili maglica Mjehur je emisijska maglica u H II području u zviježđu Kasiopeji. 
Oznaka dolazi od mjehura zvjezdanog vjetra koji je nastao od zvjezdanog vjetra zvijezde O vrste oznake BD +60 2522 (SAO 20575).

## Vanjske poveznice
- (engl.) SEDS: NGC 7635
- (engl.) Hartmut Frommert: Revidirani Novi opći katalog
- (engl.) Izvangalaktička baza podataka NASA-e i IPAC-a
- (engl.) Astronomska baza podataka SIMBAD
- (engl.) VizieR
- DSS-ova slika NGC 7635  Arhivirana inačica izvorne stranice od 31. ožujka 2016. (Wayback Machine)
- (engl.) Auke Slotegraaf: NGC 7635 Deep Sky Observer's Companion
- (engl.) Courtney Seligman: Objekti Novog općeg kataloga: NGC 7600 - 7649